# NK GOŠK Gabela
Nogometni Klub Gabeoski Omladinski Športski Klub, GOŠK Gabela – bośniacki klub piłkarski z siedzibą w Gabeli. Został założony w 1919 roku.

## Historia
Klub został założony w 1919 roku jako GOŠK. Uczestniczył w rozgrywkach lokalnych mistrzostw Jugosławii. Po proklamacji niepodległości Bośni i Hercegowiny klub startował w mistrzostwach kraju. Do 2001 występował w II lidze FBiH. Po dwóch latach gry w III lidze (grupa chorwacka) w 2003 powrócił w II ligi FBiH. W sezonie 2010/11 zajął 2. miejsce w II lidze i awansował do Premijer ligi.

## Sukcesy
- Mistrzostwo Bośni i Hercegowiny:
  - ?.miejsce (1): 2012
- 2.liga Mistrzostw Bośni i Hercegowiny:
  - 2.miejsce (1): 2011
- Puchar Bośni i Hercegowiny:
  - 1/8 finału (1): 2009

## Stadion
Stadion Podavala może pomieścić 5000 widzów.